# Rødby–Puttgarden

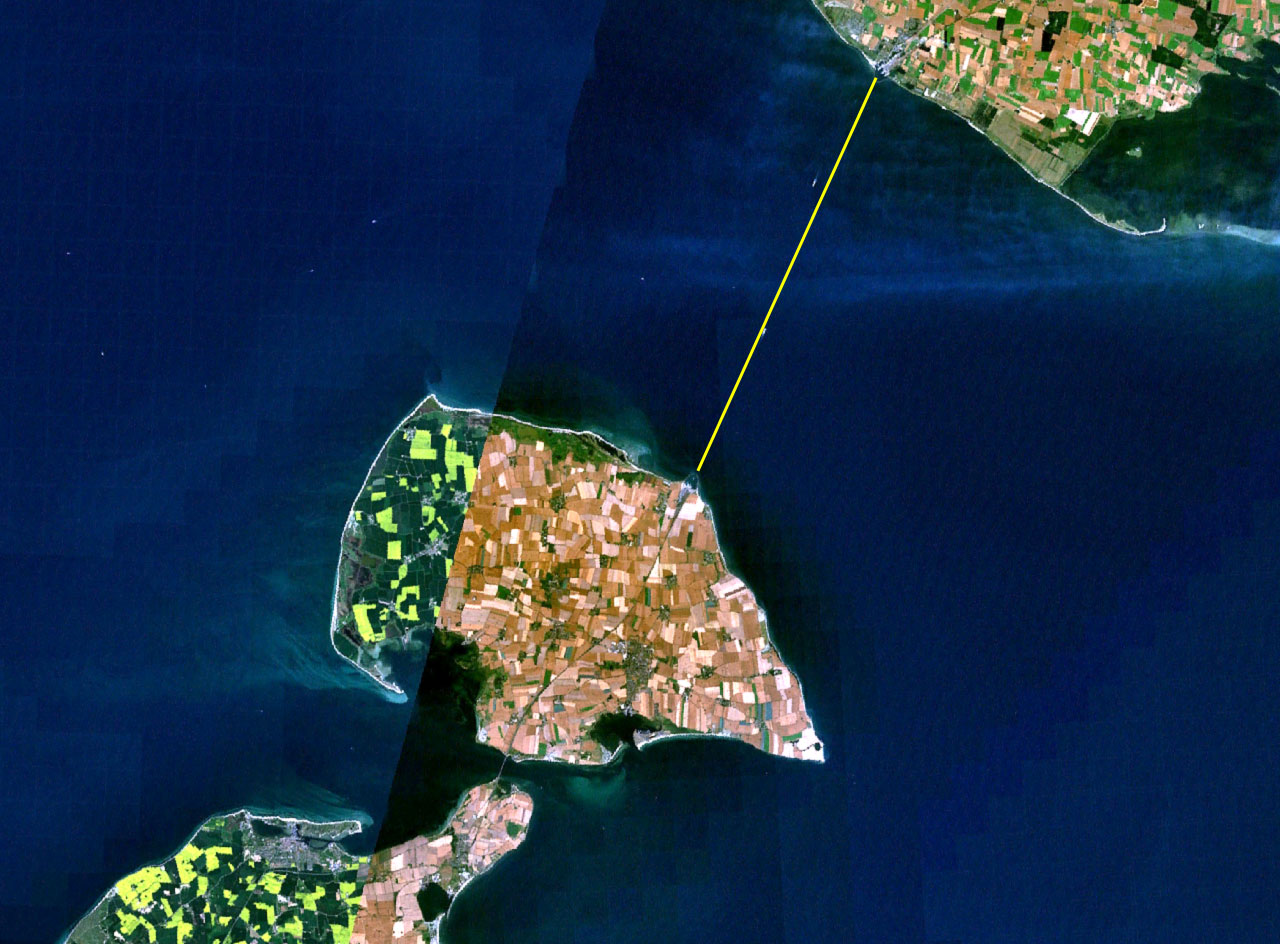
Satellitbild där färjelinjen märkts ut.

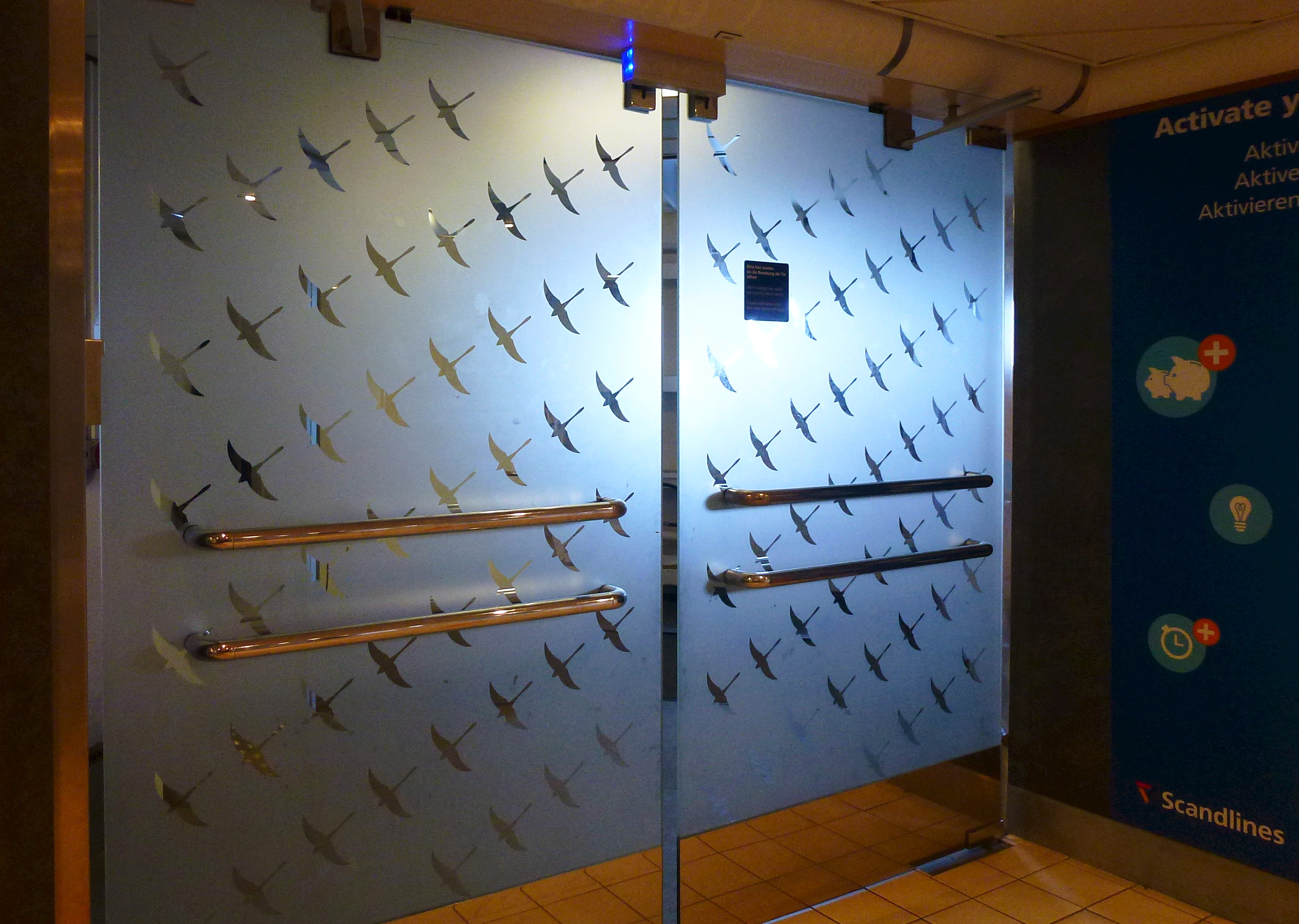
Symbolen för Fågelvägslinjen är ett fågelsträck, här på en glasdörr i M/S Schleswig-Holstein.

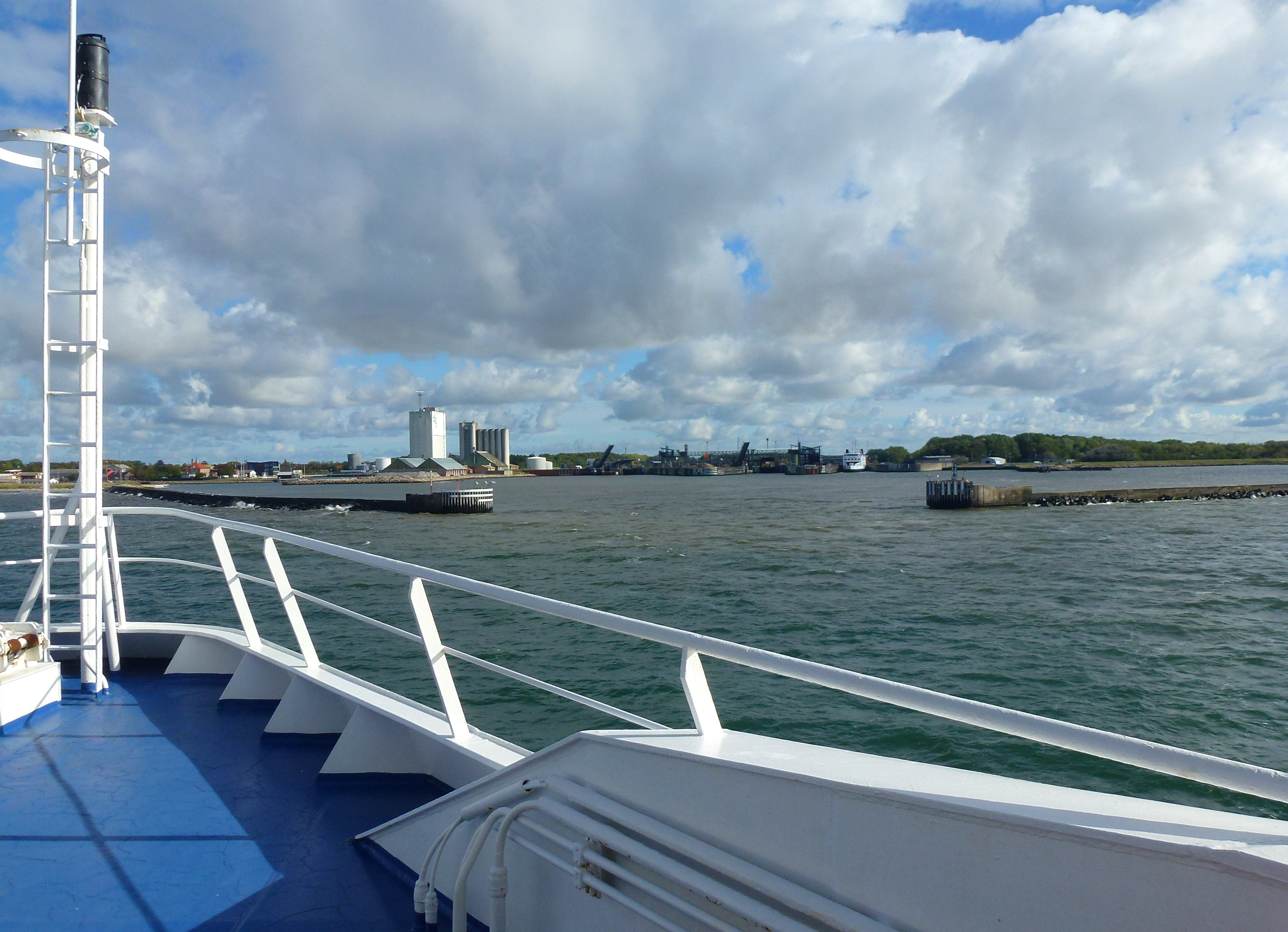
Hamninloppet till Rødbyhavn.

Rødby–Puttgarden är en bilfärjelinje över Fehmarn Bält som går mellan Rødbyhavn på Lolland i Danmark och Puttgarden på Fehmarn i Tyskland. Färjelinjen är en del av den så kallade Fågelvägslinjen (danska: Fugleflugtslinjen, tyska: Vogelfluglinie), den kombinerade väg- och järnvägsförbindelsen mellan Öresundsregionen och Hamburgområdet. Namnet Fågelvägslinjen skall föra tanken till den direkta rutten som flyttfåglar tar på sin väg till och från Skandinavien. Överfartstid är mellan 45 minuter och 1 timme, och det går cirka 50 turer per dag och riktning. Den trafikeras av Scandlines.
Europaväg E47 följer denna färjelinje.

## Färjor
Följande färjor trafikerar linjen:
- M/S Prins Richard
- M/S Prinsesse Benedikte
- M/S Schleswig-Holstein
- M/S Deutschland

Det finns 54 avgångar per dygn och överfarten tar 45 minuter.

## Väganslutningar
Orterna Rødbyhavn och Puttgarden domineras av hamnen, och bilvägen går rakt till terminalen. På danska sidan är det motorväg (E47) ända fram. Orten Rødby ligger några km norrut vid sidan av motorvägen. På tyska sidan är det 25 km landsväg (E47/väg 207) innan motorvägen A1 börjar.

## Historik
Färjelinjen Rødby–Puttgarden invigdes år 1963. Långa anslutande bilvägar byggdes inför detta, mer än 20 km korsningsfri väg på vardera sidan plus Fehmarnsundbron. Före 1963 gick en bil- och tågfärja mellan Gedser och Grossenbrode söder om Fehmarn.
De danska och tyska regeringarna beslutade den 29 juni 2007 att bygga en fast förbindelse som ska ersätta färjelinjen. Den planerade tunneln beräknas vara klar år 2028, betydligt senare än det först planerade invigningsdatumet i slutet av 2021.
Tidigare, fram till mitten av december 2019, följde även persontåg mellan Köpenhamn och Hamburg med ombord färjan, men godstågen och nattågen gick efter 1997 via Stora Bältbron.
Den 14 december 2019 avgick sista tågfärjan, och därmed upphörde trafiken med tåg ombord för alltid. Anslutande järnvägar ska byggas om inför invigningen av Fehmarn Bält-förbindelsen, som förväntas ske år 2028. I gengäld går under tiden direkttågen sträckan Köpenhamn–Odense–Hamburg, och körs över Stora Bältbron, bussar via Rødby-Puttgarden färjan.